# 乔治·阿克洛夫
乔治·亚瑟·阿克洛夫（英語：George Arthur Akerlof，1940年6月17日—），生於美国康乃迪克州紐黑文市，经济学家，乔治城大学教授。他与迈克尔·斯彭斯、约瑟夫·斯蒂格利茨一起获得了2001年诺贝尔经济学奖。他的妻子为曾任美国财政部长的珍妮特·耶倫。

## 生平
1962年，在耶魯大學畢業，取得學士學位。1966年，在麻省理工學院取得博士學位之後，至倫敦政治經濟學院擔任教授。

## 家庭
1978年，與現任美国财政部长珍妮特·耶倫結婚。兩人育有一子。

## 不對稱資訊理論
喬治·阿克羅夫教授在1970年時發表了論文《檸檬市場：質化的不確定性和市場機制》，這是一篇以二手車市場為範例，推理不對稱資訊理論對市場運作的影響。在文中阿克羅夫用不同的水果代替不同特性的二手車，以香甜的櫻桃與水蜜桃來譬喻車況優良的二手車，而用酸澀的檸檬來譬喻狀況不佳的二手車商品。